# Neu Mukran
Neu Mukran - terminal promowy w północno-wschodnich Niemczech, na wyspie Rugia w pobliżu Sassnitz. Stąd odpływają promy obsługiwane przez Scandlines m.in. do Szwecji (Trelleborg) i na Bornholm (Rønne).